# Episodi di Lucy Show (quinta stagione)
La quinta stagione della serie televisiva Lucy Show (The Lucy Show) è andata in onda negli Stati Uniti dal 12 settembre 1966 al 6 marzo 1967 sulla CBS.
| nº | Titolo originale                           | Prima TV USA      | Titolo italiano | Prima TV Italia |
| -- | ------------------------------------------ | ----------------- | --------------- | --------------- |
| 1  | Lucy and George Burns                      | 12 settembre 1966 |                 |                 |
| 2  | Lucy and the Submarine                     | 19 settembre 1966 |                 |                 |
| 3  | Lucy, the Bean Queen                       | 26 settembre 1966 |                 |                 |
| 4  | Lucy and Paul Winchell                     | 3 ottobre 1966    |                 |                 |
| 5  | Lucy and the Ring-a-Ding-Ding              | 10 ottobre 1966   |                 |                 |
| 6  | Lucy Goes to London                        | 17 ottobre 1966   |                 |                 |
| 7  | Lucy Gets a Roommate                       | 31 ottobre 1966   |                 |                 |
| 8  | Lucy and Carol in Palm Springs             | 7 novembre 1966   |                 |                 |
| 9  | Lucy Gets Caught Up in the Draft           | 14 novembre 1966  |                 |                 |
| 10 | Lucy and John Wayne                        | 21 novembre 1966  |                 |                 |
| 11 | Lucy and Pat Collins                       | 28 novembre 1966  |                 |                 |
| 12 | Lucy and the Monkey/AKA: Mooney the Monkey | 5 dicembre 1966   |                 |                 |
| 13 | Lucy and Phil Silvers                      | 12 dicembre 1966  |                 |                 |
| 14 | Lucy's Substitute Secretary                | 2 gennaio 1967    |                 |                 |
| 15 | Viv Visits Lucy                            | 9 gennaio 1967    |                 |                 |
| 16 | Lucy, the Baby Sitter                      | 16 gennaio 1967   |                 |                 |
| 17 | Main Street U.S.A.                         | 23 gennaio 1967   |                 |                 |
| 18 | Lucy Puts Main Street on the Map           | 30 gennaio 1967   |                 |                 |
| 19 | Lucy Meets the Law                         | 13 febbraio 1967  |                 |                 |
| 20 | Lucy, the Fight Manager                    | 20 febbraio 1967  |                 |                 |
| 21 | Lucy and Tennessee Ernie Ford              | 27 febbraio 1967  |                 |                 |
| 22 | Lucy Meets Sheldon Leonard                 | 6 marzo 1967      |                 |                 |

## Lucy and George Burns
- Prima televisiva: 12 settembre 1966
- Diretto da: Maury Thompson
- Scritto da: Robert O'Brien

### Trama
- Guest star: Sid Gould (annunciatore), Joan Carey (operatore), George Burns (se stesso)

## Lucy and the Submarine
- Prima televisiva: 19 settembre 1966
- Diretto da: Maury Thompson
- Scritto da: Perry Grant

### Trama
- Guest star: Robert Carson (comandante), Steven Marlo (guardiacoste), Roy Roberts (ammiraglio), Eddie Ryder (marinaio)

## Lucy, the Bean Queen
- Prima televisiva: 26 settembre 1966
- Diretto da: Maury Thompson
- Scritto da: Phil Leslie

### Trama
- Guest star: Bennett Green (fattorino), Richard Jury (Addison), Sid Gould (fattorino), Mary Jane Croft (Mary Jane Lewis), John Perri (manager), Joseph Mell (manager), Ed Begley (Andrew Bailey)

## Lucy and Paul Winchell
- Prima televisiva: 3 ottobre 1966
- Diretto da: Maury Thompson
- Scritto da: Milt Josefsberg, Ray Singer

### Trama
- Guest star: Paul Winchell (se stesso)

## Lucy and the Ring-a-Ding-Ding
- Prima televisiva: 10 ottobre 1966
- Diretto da: Maury Thompson
- Scritto da: Ray Singer, Milt Josefsberg

### Trama
- Guest star: Mary Jane Croft (Mary Jane Lewis), Lucie Arnaz (Teen), Ray Kellogg (poliziotto), Don Beddoe (Mr. Barmarche)

## Lucy Goes to London
- Prima televisiva: 17 ottobre 1966
- Diretto da: Maury Thompson
- Scritto da: Robert O'Brien, Madelyn Davis, Bob Carroll, Jr.

### Trama
- Guest star: Maury Thompson (passeggero), Joan Swift (passeggera), James Wellman (passeggero), Romo Vincent (passeggero), Walter Burke (Cockney), Mary Jane Croft (Mary Jane Lewis), Pat Priest (hostess), Jerry Rush (capitano), Ben Wrigley (agente di viaggio)

## Lucy Gets a Roommate
- Prima televisiva: 31 ottobre 1966
- Diretto da: Maury Thompson
- Scritto da: Elroy Schwartz, Bob O'Brien

### Trama
- Guest star: Dino Natali (Mel), Mary Jane Croft (Mary Jane Lewis), Al Torre (musicista), Dom Germano (musicista), Carol Burnett (Carol Bradford), Attillo Risso (musicista)

## Lucy and Carol in Palm Springs
- Prima televisiva: 7 novembre 1966
- Diretto da: Maury Thompson
- Scritto da: Robert O'Brien, Elroy Schwartz

### Trama
- Guest star: William Woodson (Emcee), Sid Gould (Committee Man), Dan Rowan (Colin Grant), Jonathan Hole (Mr. Haskell), Dino Natali (musicista), Attillo Risso (musicista), Dom Germano (musicista), Al Torre (musicista), Carol Burnett (Carol Bradford)

## Lucy Gets Caught Up in the Draft
- Prima televisiva: 14 novembre 1966
- Diretto da: Maury Thompson
- Scritto da: Ray Singer, Milt Josefsberg

### Trama
- Guest star: Ben Gage (Marine Lieutenant), Sid Gould (postino), Clark Howat (tenente esercito), Herb Vigran (dottore), Harry Hickox (sergente), Jim Nabors (Gomer Pyle)

## Lucy and John Wayne
- Prima televisiva: 21 novembre 1966
- Diretto da: Maury Thompson
- Scritto da: Robert O'Brien

### Trama
- Guest star: Mary Jane Croft (Mary Jane Lewis), Bryan O'Byrne (Assistant Director), Joseph Ruskin (direttore), Morgan Woodward (Pierce), Joyce Perry (Joyce), Kay Stewart (cameriera), John Wayne (se stesso)

## Lucy and Pat Collins
- Prima televisiva: 28 novembre 1966
- Diretto da: Maury Thompson
- Scritto da: Ray Singer, Milt Josefsberg

### Trama
- Guest star: Joan Swift (French Maid), Patricia Cutts (commessa), Mary Jane Croft (Mary Jane Lewis), Pat Collins (se stessa)

## Lucy and the Monkey/AKA: Mooney the Monkey
- Prima televisiva: 5 dicembre 1966
- Diretto da: Maury Thompson
- Scritto da: Sam Locke, Joel Rapp

### Trama
- Guest star: Hal March (Robert Bailey), Lew Parker (dottor Parker)

## Lucy and Phil Silvers
- Prima televisiva: 12 dicembre 1966
- Diretto da: Maury Thompson
- Scritto da: Milt Josefsberg, Ray Singer

### Trama
- Guest star: Tol Avery (Mr. Grantland), Phil Silvers (Oliver Kasten)

## Lucy's Substitute Secretary
- Prima televisiva: 2 gennaio 1967
- Diretto da: Maury Thompson
- Soggetto di: Bob O'Brien, Victor McLeod

### Trama
- Guest star: Ruta Lee (Miss Fields), Barbara Morrison (Mrs. Winkler), Roy Roberts (Mr. Cheever), Mary Jane Croft (Mary Jane Lewis)

## Viv Visits Lucy
- Prima televisiva: 9 gennaio 1967
- Diretto da: Maury Thompson
- Scritto da: Robert O'Brien

### Trama
- Guest star: Christopher Riordan (ballerino/a), Steven Marlo (Cyclist), Chet Stratton (ufficiale compagnia aerea), Jerry Rush (impiegato compagnia aerea), John J. Fox (agente di polizia McLeod), Les Brown Jr. (Itchy), Charley Britt (ballerino/a), Tony Barro (ballerino/a), Ray Kellogg (ufficiale in moto), Lev Mailer (portiere), Vivian Vance (Viv Bunson)

## Lucy, the Baby Sitter
- Prima televisiva: 16 gennaio 1967
- Diretto da: Maury Thompson
- Scritto da: Ray Singer, Milt Josefsberg

### Trama
- Guest star: Jonathan Hole (Mr. Jonathon Winslow), Elvia Allman (Miss Allman), Joyce Baker (Sister), The Marquis Chimps (loro stesi), Mary Wickes (Mrs. Winslow)

## Main Street U.S.A.
- Prima televisiva: 23 gennaio 1967
- Diretto da: Maury Thompson
- Scritto da: Robert O'Brien

### Trama
- Guest star: Barry Kelley (sindaco Adler), Burt Mustin (Old Uncle Joe), Paul Winchell (Doc Putnam), Mel Tormé (Mel Tinker), John Bubbles (se stesso), Jackie Minty (ragazzo dei giornali), Hal Smith (Mr. Weber)

## Lucy Puts Main Street on the Map
- Prima televisiva: 30 gennaio 1967
- Diretto da: Maury Thompson
- Scritto da: Robert O'Brien

### Trama
- Guest star: Dan Rowan (se stesso), Hal Smith (Mr. Weber), Carole Cook (Carrie), Burt Mustin (Old Uncle Joe), Paul Winchell (Doc Putnam), Mel Tormé (Mel Tinker), John Bubbles (se stesso), Roy Barcroft (capo della polizia Tinker)

## Lucy Meets the Law
- Prima televisiva: 13 febbraio 1967
- Diretto da: Maury Thompson
- Scritto da: Alan J. Levitt

### Trama
- Guest star: Ken Lynch (ufficiale Peters), Joseph V. Perry (ufficiale Miller), Mary Jane Croft (Mary Jane Lewis), Iris Adrian (Hard Head Hogan), Jody Gilbert (Matron), Byron Foulger (Mr. Trindle), Claude Akins (tenente Finch)

## Lucy, the Fight Manager
- Prima televisiva: 20 febbraio 1967
- Diretto da: Maury Thompson
- Scritto da: Les Roberts, Ronald Axe

### Trama
- Guest star: Stanley Adams (Louie), Bruce Mars (Sonny), Cliff Norton (Ike), Lewis Charles (Nick), Don Rickles (Eddie Rickles)

## Lucy and Tennessee Ernie Ford
- Prima televisiva: 27 febbraio 1967

### Trama
- Guest star: Tennessee Ernie Ford (Homer Higgins), Bert May (ballerino/a), Carole Cook (Effie Higgins), Robert Easton (Iffie), Joan Swift (Dottie), William O'Connell (assistente manager), The Back Porch Majority (loro stessi)

Maury Thompson

## Lucy Meets Sheldon Leonard
- Prima televisiva: 6 marzo 1967

### Trama
- Guest star: George Sawaya (Pete), Sheldon Leonard (se stesso), Harvey Parry (Harry), Fred Stromsoe (Louie), Mary Jane Croft (Mary Jane Lewis)